# 元朝漕运
元朝漕运指的是元朝政府将南方的粮食向北调运的工程，主要由河运和海运构成，但由于河道经常堵塞，海运在运输中一直占主导地位。
朝廷一直对江浙粮食的北运（漕粮运输）非常重视，元朝初年便全力开发运河、建造船只、充实相关机构。天历二年（1329年），漕运系统共为北方运得三百五十余万石粮食，这是历年漕运年运量的最高额，此后漕运开始衰败。随着民变的爆发，漕运逐渐停止，元朝走向灭亡。

## 背景
元朝的首都是北方的大都，粮食的需求量很大。:95此外，元朝刚建立时不断进行的对外战争也需要大量的军粮。:212:20元大都和的粮食都主要取自江浙，朝廷从江浙行省（今江苏省和安徽省的江南部分、江西的一部分以及浙江省和福建省）征收到的粮食多达449万石，约占全国总征收数（1201万石）的三分之一。建立元朝的蒙古人原来是游牧民族，但大都和军队的需求量却十分巨大，:202在这样的大背景下，包括海运在内的元朝漕运得到了空前的发展。:1271但是运河漕运受天气影响，河道经常堵塞，漕船容易被延误。为了克服这一问题，朝廷将目光投向了海运，元朝的海运也因此更受重视。

## 运河漕运

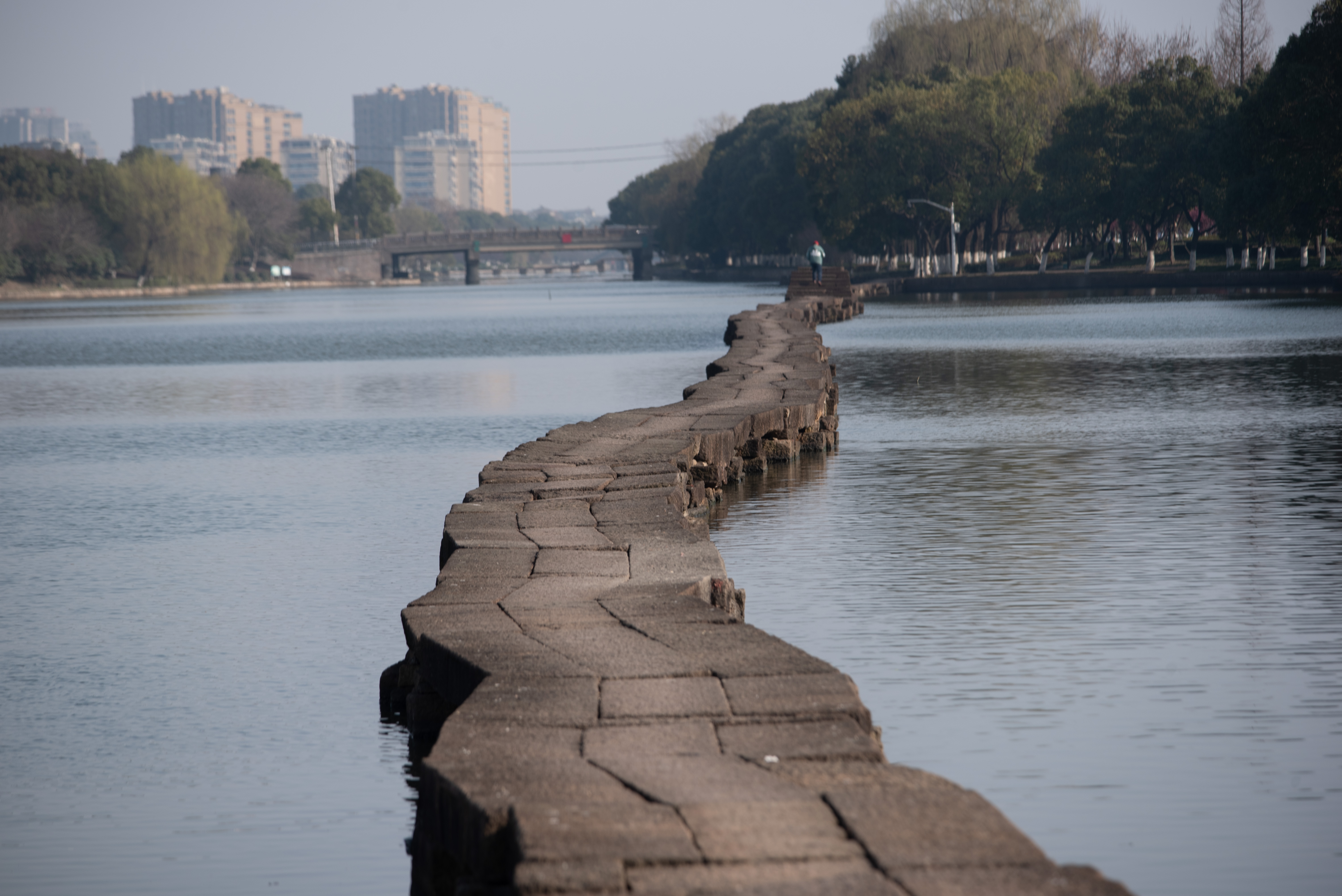
绍兴古纤道的所在地浙东运河是运河漕运的一部分

虽然海运作用重大，进入位处内陆的元大都必须要经过运河河道。至元十六年（1279年），由于通州段水路较浅，朝廷命枢密院的五千名军人和征集到的一千名民工前去开凿元大都至通州段的运河，:55:685次年又调集了侍卫军三千人再度开发通州段的运粮河。至元二十年（1283年），通州至直沽（今天津）段的新运河（隋白河）开通，至元二十一年（1284年），朝廷疏通了神山河、滦河和扬州的运河。
至元二十六年（1289年）正月，忽必烈下诏将150万元、米四万斤、盐五万斤用作开河经费，征集了三万民工，开始开凿山东须城（今山东东平）安民山到临清的运河会通河；:347六月时完工。:154会通河全长二百五十里，:347建闸三十一处，与运河相通。
至元二十九年（1292年）通惠河在郭守敬的主持下开修，:206:55:251至元三十年（1293年）完工。:7通惠河全长一百六十里（82千米），:293:28东连白河（通州至直沽），南接北运河（直沽至临清），此外还与会通河、扬州运河和江南运河相接。从大都到浙江杭州的南北大运河自此再度恢复全线通航。:356

## 海路运输

### 建设历程
至元十九年（1282年），朝廷采用了元朝著名军事家、政治家伯颜建议，下令让罗璧、朱清和张瑄三人运载四万余石粮食由海道北上。:290到了次年，朝廷下令设立了二个万户府以便于管理海运。数年后，运货量增至五十余万石，海运逐渐成为了漕运的主要方式，运河漕运则退居次要地位。
至元二十四年，朝廷设立了行泉府司并增置了二个万户府。:1861至元二十八年，行泉府司被撤销，万户府的数量被削减为两个，朱清、张瑄为首脑。:101至元三十年，朝廷又增立了一个万户府并提调了香莎糯米的征运。大德七年（1303年），朱清和张瑄因“叛逆”罪而被杀害，三个万户府随后被合并为海道都漕运万户府，于平江府（今江苏苏州）开司署事。:101在万户府下又按地区分设了七个千户所。至元二十五年，与海运有关的北方接运系统在直沽河西务（今天津武清）设立了都漕运使司用于管理南方的货物和所属仓库的公务，在元大都设立了京畿都漕运使司用于将都漕运使司收到的货物运往大都的各个仓库。
经调整，万户府下按地区分设七个千户所。与海运有关的北方接运系统，于至元二十五年定局，在直沽河西务（今天津市武清县西北北运河西岸）设都漕运使司，负责接受南来的粮食物资及所属各仓公务；在大都设立京畿都漕运使司，负责将前司接纳的粮食物资运赴大都各仓。
天历二年（1329年），漕运系统共为北方运得三百五十余万石粮食，这是历年漕运年运量的最高额。

### 航路变化
海路运输的航道共变更过三次：
- 至元十九年（1282年）至二十八年 - 主要在海岸附近航行 ，不但容易搁浅，而且路线曲折耗时，航期长达两个多月。
- 至元二十九年（1292年） - 朱清聘请长兴（今属浙江）人李福开辟新航道，途径山东至江浙的东部海域时路线更为径直，已经属于远洋航行，航期变为半个月至月末前后之间。
- 至元三十年（1293年） - 海运千户殷明略再度更改航路，从刘家港（今江苏太仓浏河镇）行驶到崇明三沙（今上海崇明西北部），此后向东开入黑水洋（江苏北部和东部一带的海域）抵达山东半岛的成山（今山东荣成县成山角），此后向西北部航行，直抵直沽。航路主要走远洋路线，如果顺风，十天可以抵达目的地。

### 作用与影响
海路运输的实施便利了江南地区粮食的北运，漕穿返回时从北方带来了豆、谷、梨、枣等产品，一定程度上促进了当时南北之间的物资交流。在海航实践中，人们树立了航标、确立了港口导航制、编出了通俗的口诀，并且对水文和气象加以预测，对中国东部海域的开发作出了贡献。
但是，朝廷也因此过于依赖江浙地区，忽视了在北方的开发与治理。:140此外，由于对天气和路线的实际情况不够熟悉，海运在当时尤为艰难。在不利天气和海盗的侵扰下，朝廷平均每年都会损失掉大量的漕运人员、漕运船以及十万余石粮食。

## 全面衰败
元顺帝时期，南方各大行省都爆发了许多大规模民变，运河漕运随后彻底断绝，而海运的运货量也大大减少。至正二年（1342年），朝廷从江南地区大举搜刮官粮以及贵族和寺庙内的的粮食并将它们全部运往北方，所得的粮食只有二百六十万石。

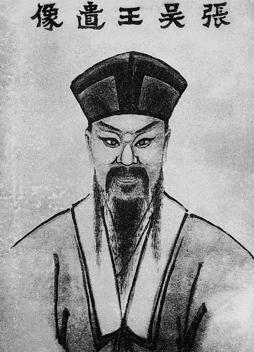
張士誠

至正十二年（1352年）起，正常的征集和运输结束，朝廷依靠江浙地区的张士诚、方国珍和福建的陈友定每年运来的数十万石粮食维持生计。至正十九年（1359年），漕粮的运量跌至十一万石。至正二十三年（1363年），元朝海运彻底断绝。:369元朝朝廷的生命线事实上随之崩溃。此外，此时的各大行省行业衰败，爆发了许多饥荒，朝廷再也无法维持在北方的统治。不久后，民变的规模不断扩大，元朝走向了灭亡。

## 弊端
为实施漕运，元朝朝廷造船、开河，给百姓带来了沉重的负担，也进而导致了民变的发生。元朝的鼎盛时期也是如此，元世祖至元二十年（1283年），刑部尚书报告称：
|  | 江南盗贼相挺而起，凡二百余所，皆由拘刷水手，兴造海船，民不聊生，激而生变。 |